# Petrópolis (Timóteo)
Petrópolis é um bairro do município brasileiro de Timóteo, no interior do estado de Minas Gerais. Localiza-se no distrito Cachoeira do Vale, estando situado na Regional Oeste. Segundo o censo demográfico de 2022, realizado pelo Instituto Brasileiro de Geografia e Estatística (IBGE), sua população era de 896 habitantes e havia 325 domicílios particulares permanentes ocupados.
De acordo com o IBGE, em 2010 a população era de 799 habitantes e havia 356 domicílios particulares.
Trata-se de um bairro predominantemente rural que está localizado aos pés do Pico do Ana Moura, sendo utilizado inclusive como base para escaladas. Na localidade se encontram hotéis fazenda e trilhas que propiciam o turismo rural, além de produtores agrícolas. O principal acesso é através da BR-381. Sua área é banhada por mananciais como o ribeirão Timotinho e o córrego do Atalho.